# Lluís Serrahima
Lluís Serrahima i Villavecchia (Barcelona, 19 de agosto de 1931-26 de julio de 2020) fue un escritor español, considerado uno de los padres de la nova cançó.

## Biografía
Hijo de Mauricio Serrahima Bofill, se licenció en derecho. Fue uno de los impulsores de la nova cançó. Su artículo «Ens calen cançons d'ara» («Nos hacen falta canciones de ahora»), publicado en 1959 en la revista Germinabit, es considerado el texto fundacional del movimiento.
Aunque actuó en diversas ocasiones en público interpretando algunos temas propios —cantó «Jo sóc pansit com la lluna» en la sesión celebrada al CICF el 19 de diciembre de 1961—, no grabó ningún disco y abandonó pronto los escenarios. Continuó escribiendo textos para otros intérpretes del momento: Miquel Porter i Moix —«Sóc un burgès»—, Els 4 Gats —«Cla i Cat»—, Maria del Mar Bonet —«Què volen aquesta gent»—, etc. 
A mediados de los años 1980 dirigió el departamento dedicado a la canción en todas sus expresiones, en la Generalidad de Cataluña.

## Premios
En 2007 fue galardonado con la Medalla de Honor del Parlamento de Cataluña, junto con los componentes de Els Setze Jutges.